# Kilchberg (Basileia-Campo)
Kilchberg é uma comuna da Suíça, situada no distrito de Sissach, no cantão de Basileia-Campo. Tem 1,59 km² de área e sua população em 2018 foi estimada em 159 habitantes.